# ملنگ سر
مَلُنگ ممدو ویلیام ژرژ سر (فرانسوی: Malang Mamadou William Georges Sarr‎؛ زادهٔ ۲۳ ژانویهٔ ۱۹۹۹) بازیکن فوتبال اهل فرانسه است که برای باشگاه فوتبال چلسی بازی می‌کند.